# Monterrubio de la Sierra (kommunhuvudort)
Monterrubio de la Sierra är en kommunhuvudort i Spanien.   Den ligger i provinsen Provincia de Salamanca och regionen Kastilien och Leon, i den centrala delen av landet, 170 km väster om huvudstaden Madrid. Monterrubio de la Sierra ligger 961 meter över havet och antalet invånare är 151.
Terrängen runt Monterrubio de la Sierra är platt. Runt Monterrubio de la Sierra är det glesbefolkat, med 10 invånare per kvadratkilometer. Närmaste större samhälle är Alba de Tormes, 17,1 km nordost om Monterrubio de la Sierra. Trakten runt Monterrubio de la Sierra består i huvudsak av gräsmarker.